# Marco Silvestroni
Marco Silvestroni (Roma, 8 novembre 1962) è un politico italiano.

## Biografia
Nato l'8 novembre 1962 a Roma, ma residente ad Ariccia (RM), sposato con due figli, è un giornalista pubblicista iscritto all'Albo dei Giornalisti.
Iscritto ad Alleanza Nazionale, alle elezioni amministrative del 1997 è stato eletto consigliere comunale di Ariccia, rimanendo in carica fino al 2000. Rieletto nel 2001, è stato assessore nella giunta di centro-destra presieduta da Vittorioso Frappelli da ottobre a dicembre 2004. 
Alle elezioni amministrative del 2000 è stato eletto consigliere comunale di Albano Laziale, di cui è stato assessore e vicesindaco fino al 2005 nella giunta di centrodestra presieduta da Marco Mattei, è stato poi rieletto consigliere comunale nel 2005, divenendo anche presidente del consiglio comunale. Alle elezioni amministrative del 2010 è stato candidato sindaco di Albano Laziale per il centrodestra in quota Popolo della Libertà: ottiene il 46,35%, ma è sconfitto al primo turno dal candidato di centrosinistra Nicola Marini (51,38%), è comunque rieletto in consiglio comunale. Nel 2015 si riconferma consigliere comunale, rimanendo in carica fino al 2020.
Dal 2008 al 2011 è stato consulente del Ministro per la gioventù Giorgia Meloni durante il quarto governo presieduto da Silvio Berlusconi.
Nel 2011 viene eletto nel CdA di Lazio Regionale Marittima, abbreviata Laziomar, una compagnia di navigazione che effettua trasporto navale di persone e merci tra la terraferma e le isole Ponziane.
A dicembre 2012 partecipa alla scissione del PdL guidata da Meloni, Ignazio La Russa e Guido Crosetto che porta alla fondazione di Fratelli d'Italia (FdI), diventando un dirigente nazionale e presidente della federazione provinciale di Roma.
Alle elezioni amministrative del 2014 viene eletto consigliere della Città metropolitana di Roma Capitale, tra le liste di centro-destra, venendo riconfermato alle amministrative del 2016 e restando in carica fino al 2020.

### Elezione a deputato
Alle elezioni politiche del 2018 viene candidato alla Camera dei deputati nel collegio uninominale Lazio 1 - 13 (Velletri), sostenuto dalla coalizione di centro-destra in quota Fratelli d’Italia, venendo eletto deputato con il 38,21% dei voti e superando i candidati del Movimento 5 Stelle Bianca Maria Zama (36,49%) e del centro-sinistra, in quota Partito Democratico, Ileana Piazzoni (17,48%). Nella XVIII legislatura della Repubblica è stato membro e capogruppo di Fratelli d'Italia nella 10ª Commissione Attività produttive, commercio e turismo (2018-2019) e nella 9ª Commissione Trasporti, poste e telecomunicazioni (2019-2022).

### Elezione a senatore
Alle elezioni politiche anticipate del 2022 viene candidato al Senato della Repubblica nel collegio uninominale Lazio - 05 (Guidonia Montecelio), sostenuto dalla coalizione di centro-destra in quota Fratelli d'Italia, venendo eletto senatore con il 49,79% dei voti e superando nettamente più del doppio rispetto alla principale candidata del centro-sinistra Serena Gara (22,16%).
Nella XIX legislatura è segretario dell'Ufficio di Presidenza del Senato della Repubblica, eletto il 19 ottobre 2022 con 87 voti, oltreché componente della 2ª Commissione Giustizia e della Commissione parlamentare per le questioni regionali.